# Bohdziule
Bohdziule (lit. Bagdžiuliai) − wieś na Litwie, w gminie rejonowej Soleczniki, 3 km na południowy zachód od Kamionki, zamieszkana przez 26 ludzi. Przed II wojną światową w Polsce, w powiecie wileńsko-trockim województwa wileńskiego.